# Copa J. League 2022
La Copa J. League 2022, también conocida como Copa YBC Levain J. League 2022 por motivos de patrocinio, fue la 47.ª edición de la Copa de la Liga de Japón y la 30.ª edición bajo el actual formato.

## Formato de competición
El calendario y los enfrentamientos se anunciaron el 22 de enero de 2022, mientras que la reglamentación principal se hizo pública posteriormente.
- Formaron parte del torneo los 20 equipos que participaron de la J1 League 2022. Júbilo Iwata y Kyoto Sanga retornaron a la competición.
  - Kawasaki Frontale, Vissel Kobe, Urawa Red Diamonds y Yokohama F. Marinos, clasificados para la Liga de Campeones de la AFC 2022, estuvieron exentos de participar en la fase de grupos e ingresaron directamente a cuartos de final.
- Fase de grupos: Los restantes 16 equipos fueron divididos en cuatro grupos de cuatro clubes cada uno según sus posiciones en la temporada 2021. De esta manera, cada cuadro debió disputar seis juegos en total -tres de local y tres de visitante-.
  - Grupo A: Kashima Antlers (4.º), Cerezo Osaka (12.º), Gamba Osaka (13.º) y Oita Trinita (18.º).
  - Grupo B: Nagoya Grampus (6.º), Sanfrecce Hiroshima (11.º), Shimizu S-Pulse (14.º) y Tokushima Vortis (17.º).
  - Grupo C: Sagan Tosu (7.º), Hokkaido Consadole Sapporo (10.º), Kashiwa Reysol (15.º) y Kyoto Sanga (J2 - 2.º).
  - Grupo D: Avispa Fukuoka (8.º), F. C. Tokio (9.º), Shonan Bellmare (16.º) y Júbilo Iwata (J2 - 1.º).
  - Para determinar el orden de clasificación de los equipos se utilizaron los siguientes criterios:
    1. Puntos en partidos cara a cara entre equipos empatados.
    2. Diferencia de goles en partidos cara a cara entre equipos empatados.
    3. Goles marcados en partidos cara a cara entre equipos empatados.
    4. Goles de visitante marcados en partidos cara a cara entre equipos empatados.
    5. Si más de dos equipos están empatados, y tras la aplicación de todos los criterios cara a cara una parte de los conjuntos sigue igualada, se vuelve a aplicar los criterios solamente con los cuadros empatados.
    6. Diferencia de goles en todos los partidos de grupo.
    7. Goles marcados en todos los partidos de grupo.
    8. Tanda de penales si solo dos equipos están empatados y se enfrentan en la última fecha del grupo.
    9. Menos puntos disciplinarios.
    10. Sorteo.
- Los dos primeros de cada grupo avanzaron a la fase eliminatoria.
- Fase eliminatoria: se enfrentaron en serie de dos partidos, a ida y vuelta. En caso de igualdad en el total de goles, se aplicaría la regla del gol de visitante y, si aún persistía el empate, se realizaría una prórroga, en donde ya no tendrían valor los goles fuera de casa. De continuar la igualdad en el marcador global, se realizaría una tanda de penales. Los vencedores clasificaron a la fase final.
- Fase final: se llevó a cabo entre los clubes provenientes de la fase eliminatoria junto con Kawasaki Frontale, Vissel Kobe, Urawa Red Diamonds y Yokohama F. Marinos.
  - En cuartos de final y semifinales se enfrentaron en serie de dos partidos, a ida y vuelta. Se aplicaron las mismas reglas que en la fase eliminatoria.
  - La final se jugó a un solo partido. En caso de empate en los 90 minutos se haría una prórroga; si aún persistía la igualdad, se ejecutaría una tanda de penales.
    - Si la final se cancelaba y no se podía establecer una fecha alternativa, los dos equipos que hubieran avanzado a la final serían tratados como ganadores, pero si el motivo de la cancelación se debía a la culpa de un solo club, entonces el otro se hubiese consagrado campeón del certamen. Por otra parte, ambos conjuntos serían subcampeones si la razón se atribuía a impericias de ambos finalistas.[3]

## Calendario
Todo el calendario del certamen fue anunciado el 22 de enero de 2022, a excepción de la final. A diferencia del año antepasado, la segundo ronda de la fase de grupos se disputó el fin de semana, mientras que algunas rondas fueron programadas con un horario distinto. La fecha de la final del torneo se reveló el 5 de febrero de 2022.
| Etapa             | Ronda             | Ida                      | Vuelta                   |
| ----------------- | ----------------- | ------------------------ | ------------------------ |
| Fase de grupos    | Fecha 1           | 23 de febrero de 2022    | 23 de febrero de 2022    |
| Fase de grupos    | Fecha 2           | 2 de marzo de 2022       | 2 de marzo de 2022       |
| Fase de grupos    | Fecha 3           | 26 de marzo de 2022      | 26 de marzo de 2022      |
| Fase de grupos    | Fecha 4           | 13 de abril de 2022      | 13 de abril de 2022      |
| Fase de grupos    | Fecha 5           | 23 de abril de 2022      | 23 de abril de 2022      |
| Fase de grupos    | Fecha 6           | 18 de mayo de 2022       | 18 de mayo de 2022       |
| Fase eliminatoria | Fase eliminatoria | 4 de junio de 2022       | 11 de junio de 2022      |
| Fase final        | Cuartos de final  | 3 de agosto de 2022      | 10 de agosto de 2022     |
| Fase final        | Semifinales       | 21 de septiembre de 2022 | 25 de septiembre de 2022 |
| Fase final        | Final             | 22 de octubre de 2022    | 22 de octubre de 2022    |

## Fase de grupos

### Grupo A
| Pos. | Equipo          | Pts. | PJ | G | E | P | GF | GC | Dif. | Clasificación     |     | KAS | CER | GAM | OIT |
| ---- | --------------- | ---- | -- | - | - | - | -- | -- | ---- | ----------------- | --- | --- | --- | --- | --- |
| 1    | Kashima Antlers | 13   | 6  | 4 | 1 | 1 | 16 | 7  | +9   | Fase eliminatoria |     | —   | 0–1 | 4–1 | 3–0 |
| 2    | Cerezo Osaka    | 11   | 6  | 3 | 2 | 1 | 14 | 9  | +5   | Fase eliminatoria |     | 1–3 | —   | 0–0 | 6–1 |
| 3    | Gamba Osaka     | 5    | 6  | 1 | 2 | 3 | 8  | 12 | −4   |                   |     | 1–3 | 2–3 | —   | 2–0 |
| 4    | Oita Trinita    | 3    | 6  | 0 | 3 | 3 | 9  | 19 | −10  |                   | 3–3 | 3–3 | 2–2 | —   |     |

 Fuente: JLeague.co
| \| Fecha \| Ciudad \| Local \| Resultado \| Visitante \| \| ------------- \| ------- \| --------------- \| --------- \| --------------- \| \| 23 de febrero \| Suita \| Gamba Osaka \| 2 – 3 \| Cerezo Osaka \| \| 15 de marzo \| Ōita \| Oita Trinita \| 3 – 3 \| Kashima Antlers \| \| 2 de marzo \| Kashima \| Kashima Antlers \| 0 – 1 \| Cerezo Osaka \| \| 2 de marzo \| Ōita \| Oita Trinita \| 2 – 2 \| Gamba Osaka \| \| 26 de marzo \| Osaka \| Cerezo Osaka \| 6 – 1 \| Oita Trinita \| \| 26 de marzo \| Kashima \| Kashima Antlers \| 4 – 1 \| Gamba Osaka \| \| 13 de abril \| Suita \| Gamba Osaka \| 2 – 0 \| Oita Trinita \| \| 13 de abril \| Osaka \| Cerezo Osaka \| 1 – 3 \| Kashima Antlers \| \| 23 de abril \| Osaka \| Cerezo Osaka \| 0 – 0 \| Gamba Osaka \| \| 23 de abril \| Kashima \| Kashima Antlers \| 3 – 0 \| Oita Trinita \| \| 18 de mayo \| Suita \| Gamba Osaka \| 1 – 3 \| Kashima Antlers \| \| 18 de mayo \| Ōita \| Oita Trinita \| 3 – 3 \| Cerezo Osaka \| |         |                 |           |                 |
| Fecha | Ciudad  | Local           | Resultado | Visitante       |
| 23 de febrero | Suita   | Gamba Osaka     | 2 – 3     | Cerezo Osaka    |
| 15 de marzo | Ōita    | Oita Trinita    | 3 – 3     | Kashima Antlers |
| 2 de marzo | Kashima | Kashima Antlers | 0 – 1     | Cerezo Osaka    |
| 2 de marzo | Ōita    | Oita Trinita    | 2 – 2     | Gamba Osaka     |
| 26 de marzo | Osaka   | Cerezo Osaka    | 6 – 1     | Oita Trinita    |
| 26 de marzo | Kashima | Kashima Antlers | 4 – 1     | Gamba Osaka     |
| 13 de abril | Suita   | Gamba Osaka     | 2 – 0     | Oita Trinita    |
| 13 de abril | Osaka   | Cerezo Osaka    | 1 – 3     | Kashima Antlers |
| 23 de abril | Osaka   | Cerezo Osaka    | 0 – 0     | Gamba Osaka     |
| 23 de abril | Kashima | Kashima Antlers | 3 – 0     | Oita Trinita    |
| 18 de mayo | Suita   | Gamba Osaka     | 1 – 3     | Kashima Antlers |
| 18 de mayo | Ōita    | Oita Trinita    | 3 – 3     | Cerezo Osaka    |

### Grupo B
| Pos. | Equipo              | Pts. | PJ | G | E | P | GF | GC | Dif. | Clasificación     |     | SFR | NAG | SHP | TKV |
| ---- | ------------------- | ---- | -- | - | - | - | -- | -- | ---- | ----------------- | --- | --- | --- | --- | --- |
| 1    | Sanfrecce Hiroshima | 12   | 6  | 4 | 0 | 2 | 13 | 5  | +8   | Fase eliminatoria |     | —   | 2–0 | 1–2 | 4–0 |
| 2    | Nagoya Grampus      | 10   | 6  | 3 | 1 | 2 | 6  | 4  | +2   | Fase eliminatoria |     | 1–2 | —   | 0–0 | 2–0 |
| 3    | Shimizu S-Pulse     | 8    | 6  | 2 | 2 | 2 | 6  | 8  | −2   |                   |     | 2–1 | 0–1 | —   | 1–1 |
| 4    | Tokushima Vortis    | 4    | 6  | 1 | 1 | 4 | 5  | 13 | −8   |                   | 0–3 | 0–2 | 4–1 | —   |     |

 Fuente: JLeague.co
| \| Fecha \| Ciudad \| Local \| Resultado \| Visitante \| \| ------------- \| --------- \| ------------------- \| --------- \| ------------------- \| \| 23 de febrero \| Toyota \| Nagoya Grampus \| 0 – 0 \| Shimizu S-Pulse \| \| 23 de febrero \| Naruto \| Tokushima Vortis \| 0 – 3 \| Sanfrecce Hiroshima \| \| 2 de marzo \| Shizuoka \| Shimizu S-Pulse \| 1 – 1 \| Tokushima Vortis \| \| 2 de marzo \| Hiroshima \| Sanfrecce Hiroshima \| 2 – 0 \| Nagoya Grampus \| \| 26 de marzo \| Toyota \| Nagoya Grampus \| 2 – 0 \| Tokushima Vortis \| \| 26 de marzo \| Hiroshima \| Sanfrecce Hiroshima \| 1 – 2 \| Shimizu S-Pulse \| \| 13 de abril \| Naruto \| Tokushima Vortis \| 4 – 1 \| Shimizu S-Pulse \| \| 13 de abril \| Toyota \| Nagoya Grampus \| 1 – 2 \| Sanfrecce Hiroshima \| \| 23 de abril \| Shizuoka \| Shimizu S-Pulse \| 0 – 1 \| Nagoya Grampus \| \| 23 de abril \| Hiroshima \| Sanfrecce Hiroshima \| 4 – 0 \| Tokushima Vortis \| \| 18 de mayo \| Shizuoka \| Shimizu S-Pulse \| 2 – 1 \| Sanfrecce Hiroshima \| \| 18 de mayo \| Naruto \| Tokushima Vortis \| 0 – 2 \| Nagoya Grampus \| |           |                     |           |                     |
| Fecha | Ciudad    | Local               | Resultado | Visitante           |
| 23 de febrero | Toyota    | Nagoya Grampus      | 0 – 0     | Shimizu S-Pulse     |
| 23 de febrero | Naruto    | Tokushima Vortis    | 0 – 3     | Sanfrecce Hiroshima |
| 2 de marzo | Shizuoka  | Shimizu S-Pulse     | 1 – 1     | Tokushima Vortis    |
| 2 de marzo | Hiroshima | Sanfrecce Hiroshima | 2 – 0     | Nagoya Grampus      |
| 26 de marzo | Toyota    | Nagoya Grampus      | 2 – 0     | Tokushima Vortis    |
| 26 de marzo | Hiroshima | Sanfrecce Hiroshima | 1 – 2     | Shimizu S-Pulse     |
| 13 de abril | Naruto    | Tokushima Vortis    | 4 – 1     | Shimizu S-Pulse     |
| 13 de abril | Toyota    | Nagoya Grampus      | 1 – 2     | Sanfrecce Hiroshima |
| 23 de abril | Shizuoka  | Shimizu S-Pulse     | 0 – 1     | Nagoya Grampus      |
| 23 de abril | Hiroshima | Sanfrecce Hiroshima | 4 – 0     | Tokushima Vortis    |
| 18 de mayo | Shizuoka  | Shimizu S-Pulse     | 2 – 1     | Sanfrecce Hiroshima |
| 18 de mayo | Naruto    | Tokushima Vortis    | 0 – 2     | Nagoya Grampus      |

### Grupo C
| Pos. | Equipo                     | Pts. | PJ | G | E | P | GF | GC | Dif. | Clasificación     |     | KYO | CON | REY | SAG |
| ---- | -------------------------- | ---- | -- | - | - | - | -- | -- | ---- | ----------------- | --- | --- | --- | --- | --- |
| 1    | Kyoto Sanga                | 10   | 6  | 3 | 1 | 2 | 8  | 11 | −3   | Fase eliminatoria |     | —   | 3–2 | 1–1 | 2–1 |
| 2    | Hokkaido Consadole Sapporo | 8    | 6  | 2 | 2 | 2 | 13 | 11 | +2   | Fase eliminatoria |     | 4–1 | —   | 1–2 | 1–1 |
| 3    | Kashiwa Reysol             | 8    | 6  | 2 | 2 | 2 | 9  | 8  | +1   |                   |     | 0–1 | 2–3 | —   | 1–1 |
| 4    | Sagan Tosu                 | 6    | 6  | 1 | 3 | 2 | 9  | 9  | 0    |                   | 3–0 | 2–2 | 1–3 | —   |     |

 Fuente: JLeague.co
| \| Fecha \| Ciudad \| Local \| Resultado \| Visitante \| \| ------------- \| ------- \| -------------------------- \| --------- \| -------------------------- \| \| 23 de febrero \| Kameoka \| Kyoto Sanga \| 1 – 1 \| Kashiwa Reysol \| \| 23 de febrero \| Tosu \| Sagan Tosu \| 2 – 2 \| Hokkaido Consadole Sapporo \| \| 2 de marzo \| Kameoka \| Kyoto Sanga \| 2 – 1 \| Sagan Tosu \| \| 2 de marzo \| Kashiwa \| Kashiwa Reysol \| 2 – 3 \| Hokkaido Consadole Sapporo \| \| 26 de marzo \| Kashiwa \| Kashiwa Reysol \| 1 – 1 \| Sagan Tosu \| \| 20 de abril \| Sapporo \| Hokkaido Consadole Sapporo \| 4 – 1 \| Kyoto Sanga \| \| 13 de abril \| Kameoka \| Kyoto Sanga \| 3 – 2 \| Hokkaido Consadole Sapporo \| \| 13 de abril \| Tosu \| Sagan Tosu \| 1 – 3 \| Kashiwa Reysol \| \| 23 de abril \| Sapporo \| Hokkaido Consadole Sapporo \| 1 – 2 \| Kashiwa Reysol \| \| 23 de abril \| Tosu \| Sagan Tosu \| 3 – 0 \| Kyoto Sanga \| \| 18 de mayo \| Sapporo \| Hokkaido Consadole Sapporo \| 1 – 1 \| Sagan Tosu \| \| 18 de mayo \| Kashiwa \| Kashiwa Reysol \| 0 – 1 \| Kyoto Sanga \| |         |                            |           |                            |
| Fecha | Ciudad  | Local                      | Resultado | Visitante                  |
| 23 de febrero | Kameoka | Kyoto Sanga                | 1 – 1     | Kashiwa Reysol             |
| 23 de febrero | Tosu    | Sagan Tosu                 | 2 – 2     | Hokkaido Consadole Sapporo |
| 2 de marzo | Kameoka | Kyoto Sanga                | 2 – 1     | Sagan Tosu                 |
| 2 de marzo | Kashiwa | Kashiwa Reysol             | 2 – 3     | Hokkaido Consadole Sapporo |
| 26 de marzo | Kashiwa | Kashiwa Reysol             | 1 – 1     | Sagan Tosu                 |
| 20 de abril | Sapporo | Hokkaido Consadole Sapporo | 4 – 1     | Kyoto Sanga                |
| 13 de abril | Kameoka | Kyoto Sanga                | 3 – 2     | Hokkaido Consadole Sapporo |
| 13 de abril | Tosu    | Sagan Tosu                 | 1 – 3     | Kashiwa Reysol             |
| 23 de abril | Sapporo | Hokkaido Consadole Sapporo | 1 – 2     | Kashiwa Reysol             |
| 23 de abril | Tosu    | Sagan Tosu                 | 3 – 0     | Kyoto Sanga                |
| 18 de mayo | Sapporo | Hokkaido Consadole Sapporo | 1 – 1     | Sagan Tosu                 |
| 18 de mayo | Kashiwa | Kashiwa Reysol             | 0 – 1     | Kyoto Sanga                |

### Grupo D
| Pos. | Equipo          | Pts. | PJ | G | E | P | GF | GC | Dif. | Clasificación     |     | BEL | AVI | JUB | TOK |
| ---- | --------------- | ---- | -- | - | - | - | -- | -- | ---- | ----------------- | --- | --- | --- | --- | --- |
| 1    | Shonan Bellmare | 12   | 6  | 4 | 0 | 2 | 9  | 6  | +3   | Fase eliminatoria |     | —   | 3–1 | 1–0 | 2–1 |
| 2    | Avispa Fukuoka  | 10   | 6  | 3 | 1 | 2 | 6  | 6  | 0    | Fase eliminatoria |     | 2–1 | —   | 2–1 | 1–0 |
| 3    | Júbilo Iwata    | 7    | 6  | 2 | 1 | 3 | 4  | 5  | −1   |                   |     | 0–1 | 1–0 | —   | 2–1 |
| 4    | F. C. Tokio     | 5    | 6  | 1 | 2 | 3 | 4  | 6  | −2   |                   | 2–1 | 0–0 | 0–0 | —   |     |

 Fuente: JLeague.co
| \| Fecha \| Ciudad \| Local \| Resultado \| Visitante \| \| ------------- \| --------- \| --------------- \| --------- \| --------------- \| \| 23 de febrero \| Hiratsuka \| Shonan Bellmare \| 3 – 1 \| Avispa Fukuoka \| \| 15 de marzo \| Chōfu \| F. C. Tokio \| 0 – 0 \| Júbilo Iwata \| \| 2 de marzo \| Iwata \| Júbilo Iwata \| 0 – 1 \| Shonan Bellmare \| \| 2 de marzo \| Fukuoka \| Avispa Fukuoka \| 1 – 0 \| F. C. Tokio \| \| 26 de marzo \| Iwata \| Júbilo Iwata \| 1 – 0 \| Avispa Fukuoka \| \| 26 de marzo \| Chōfu \| F. C. Tokio \| 2 – 1 \| Shonan Bellmare \| \| 13 de abril \| Hiratsuka \| Shonan Bellmare \| 2 – 1 \| F. C. Tokio \| \| 13 de abril \| Fukuoka \| Avispa Fukuoka \| 2 – 1 \| Júbilo Iwata \| \| 23 de abril \| Fukuoka \| Avispa Fukuoka \| 2 – 1 \| Shonan Bellmare \| \| 23 de abril \| Iwata \| Júbilo Iwata \| 2 – 1 \| F. C. Tokio \| \| 18 de mayo \| Chōfu \| F. C. Tokio \| 0 – 0 \| Avispa Fukuoka \| \| 18 de mayo \| Hiratsuka \| Shonan Bellmare \| 1 – 0 \| Júbilo Iwata \| |           |                 |           |                 |
| Fecha | Ciudad    | Local           | Resultado | Visitante       |
| 23 de febrero | Hiratsuka | Shonan Bellmare | 3 – 1     | Avispa Fukuoka  |
| 15 de marzo | Chōfu     | F. C. Tokio     | 0 – 0     | Júbilo Iwata    |
| 2 de marzo | Iwata     | Júbilo Iwata    | 0 – 1     | Shonan Bellmare |
| 2 de marzo | Fukuoka   | Avispa Fukuoka  | 1 – 0     | F. C. Tokio     |
| 26 de marzo | Iwata     | Júbilo Iwata    | 1 – 0     | Avispa Fukuoka  |
| 26 de marzo | Chōfu     | F. C. Tokio     | 2 – 1     | Shonan Bellmare |
| 13 de abril | Hiratsuka | Shonan Bellmare | 2 – 1     | F. C. Tokio     |
| 13 de abril | Fukuoka   | Avispa Fukuoka  | 2 – 1     | Júbilo Iwata    |
| 23 de abril | Fukuoka   | Avispa Fukuoka  | 2 – 1     | Shonan Bellmare |
| 23 de abril | Iwata     | Júbilo Iwata    | 2 – 1     | F. C. Tokio     |
| 18 de mayo | Chōfu     | F. C. Tokio     | 0 – 0     | Avispa Fukuoka  |
| 18 de mayo | Hiratsuka | Shonan Bellmare | 1 – 0     | Júbilo Iwata    |

## Fase eliminatoria
| Equipo 1            | Agr.     | Equipo 2                   | Ida | Vuelta |
| ------------------- | -------- | -------------------------- | --- | ------ |
| Avispa Fukuoka      | 2–2 (v.) | Kashima Antlers            | 0–1 | 2–1    |
| Sanfrecce Hiroshima | 4–1      | Hokkaido Consadole Sapporo | 3–0 | 1–1    |
| Kyoto Sanga         | 1–7      | Nagoya Grampus             | 1–6 | 0–1    |
| Shonan Bellmare     | 1–5      | Cerezo Osaka               | 0–1 | 1–4    |

- Los horarios de los partidos corresponden al huso horario de Japón (UTC+09:00).

### Partidos
| Ida; 4 de junio | Avispa Fukuoka | 1 – 0   | Kashima Antlers | Estadio Best Denki, Fukuoka                                 |                                                             |
| 18:03           | Yamagishi 23'  | Reporte |                 | Asistencia: 3316 espectadores Árbitro(s): Takafumi Mikuriya | Asistencia: 3316 espectadores Árbitro(s): Takafumi Mikuriya |

| Vuelta; 11 de junio | Kashima Antlers             | 2 – 1 (Global 2 – 2) | Avispa Fukuoka  | Estadio de Kashima, Kashima                               |                                                           |
| 15:03               | - Everaldo 34' - Nakama 40' | Reporte              | Yamagishi 45+5' | Asistencia: 9085 espectadores Árbitro(s): Akihiko Ikeuchi | Asistencia: 9085 espectadores Árbitro(s): Akihiko Ikeuchi |

| Ida; 4 de junio | Hokkaido Consadole Sapporo | 0 – 3   | Sanfrecce Hiroshima                    | Domo de Sapporo, Sapporo                                 |                                                          |
| 14:03           |                            | Reporte | - Higashi 24' - Júnior Santos 65', 87' | Asistencia: 5716 espectadores Árbitro(s): Tomohiro Inoue | Asistencia: 5716 espectadores Árbitro(s): Tomohiro Inoue |

| Vuelta; 11 de junio | Sanfrecce Hiroshima | 1 – 1 (Global 4 – 1) | Hokkaido Consadole Sapporo | Estadio Edion Hiroshima, Hiroshima                           |                                                              |
| 16:03               | Mitsuta 87'         | Reporte              | Aoki 34'                   | Asistencia: 4669 espectadores Árbitro(s): Koichiro Fukushima | Asistencia: 4669 espectadores Árbitro(s): Koichiro Fukushima |

| Ida; 4 de junio | Nagoya Grampus                                                   | 6 – 1   | Kyoto Sanga  | Estadio Nagoya Minato, Nagoya                       |                                                     |
| 16:03           | - Inagaki 15', 49' - Maruyama 63' - Mateus 73', 81' - Soma 90+2' | Reporte | Yamasaki 58' | Asistencia: 5234 espectadores Árbitro(s): Koei Koya | Asistencia: 5234 espectadores Árbitro(s): Koei Koya |

| Vuelta; 11 de junio | Kyoto Sanga | 0 – 1 (Global 1 – 7) | Nagoya Grampus | Estadio Sanga Kyocera, Kameoka                         |                                                        |
| 18:33               |             | Reporte              | Saitō 90+1'    | Asistencia: 5831 espectadores Árbitro(s): Takuto Okabe | Asistencia: 5831 espectadores Árbitro(s): Takuto Okabe |

| Ida; 4 de junio | Cerezo Osaka | 1 – 0   | Shonan Bellmare | Estadio Yodoko Sakura, Osaka                          |                                                       |
| 16:03           | Toriumi 81'  | Reporte |                 | Asistencia: 6246 espectadores Árbitro(s): Masuya Ueda | Asistencia: 6246 espectadores Árbitro(s): Masuya Ueda |

| Vuelta; 11 de junio | Shonan Bellmare | 1 – 4 (Global 1 – 5) | Cerezo Osaka                                           | Estadio Lemon Gas, Hiratsuka                               |                                                            |
| 18:03               | Machino 83'     | Reporte              | - Jonjić 10' - Tameda 13' - Kiyotake 45+3' - Okuno 48' | Asistencia: 4301 espectadores Árbitro(s): Futoshi Nakamura | Asistencia: 4301 espectadores Árbitro(s): Futoshi Nakamura |

## Fase final

### Cuadro de desarrollo
|  | Cuartos de final    | Cuartos de final | Cuartos de final    |   |                     | Semifinales           | Semifinales           | Semifinales           |  |              | Final         | Final         |  |
|  | 3 y 10 de agosto    | 3 y 10 de agosto | 3 y 10 de agosto    |   |                     | 21 y 25 de septiembre | 21 y 25 de septiembre | 21 y 25 de septiembre |  |              | 22 de octubre | 22 de octubre |  |
|  |                     |                  |                     |   |                     |                       |                       |                       |  |              |               |               |  |
|  |                     |                  |                     |   |                     |                       |                       |                       |  |              |               |               |  |
|  | Urawa Red Diamonds  | 1                | 3                   |   |                     |                       |                       |                       |  |              |               |               |  |
|  | Urawa Red Diamonds  | 1                | 3                   |   |                     |                       |                       |                       |  |              |               |               |  |
|  | Nagoya Grampus      | 1                | 0                   |   |                     |                       |                       |                       |  |              |               |               |  |
|  | Nagoya Grampus      | 1                | 0                   |   | Urawa Red Diamonds  | 1                     | 0                     |                       |  |              |               |               |  |
|  |                     |                  |                     |   | Urawa Red Diamonds  | 1                     | 0                     |                       |  |              |               |               |  |
|  |                     |                  | Cerezo Osaka        | 1 | 4                   |                       |                       |                       |  |              |               |               |  |
|  | Kawasaki Frontale   | 1                | Cerezo Osaka        | 1 | 4                   | 2                     |                       |                       |  |              |               |               |  |
|  | Kawasaki Frontale   | 1                |                     |   |                     |                       |                       |                       |  |              |               |               |  |
|  | Cerezo Osaka (v.)   | 1                | 2                   |   |                     |                       |                       |                       |  |              |               |               |  |
|  | Cerezo Osaka (v.)   | 1                | 2                   |   |                     |                       |                       |                       |  | Cerezo Osaka | 1             |               |  |
|  |                     |                  |                     |   |                     |                       |                       |                       |  | Cerezo Osaka | 1             |               |  |
|  |                     |                  | Sanfrecce Hiroshima | 2 |                     |                       |                       |                       |  |              |               |               |  |
|  | Yokohama F. Marinos | 1                | Sanfrecce Hiroshima | 2 | 1                   |                       |                       |                       |  |              |               |               |  |
|  | Yokohama F. Marinos | 1                |                     |   |                     |                       |                       |                       |  |              |               |               |  |
|  | Sanfrecce Hiroshima | 3                | 2                   |   |                     |                       |                       |                       |  |              |               |               |  |
|  | Sanfrecce Hiroshima | 3                | 2                   |   | Sanfrecce Hiroshima | 3                     | 0                     |                       |  |              |               |               |  |
|  |                     |                  |                     |   | Sanfrecce Hiroshima | 3                     | 0                     |                       |  |              |               |               |  |
|  |                     |                  | Avispa Fukuoka      | 2 | 0                   |                       |                       |                       |  |              |               |               |  |
|  | Avispa Fukuoka      | 2                | Avispa Fukuoka      | 2 | 0                   | 1                     |                       |                       |  |              |               |               |  |
|  | Avispa Fukuoka      | 2                |                     |   |                     |                       |                       |                       |  |              |               |               |  |
|  | Vissel Kobe         | 1                | 0                   |   |                     |                       |                       |                       |  |              |               |               |  |
|  | Vissel Kobe         | 1                | 0                   |   |                     |                       |                       |                       |  |              |               |               |  |
|  |                     |                  |                     |   |                     |                       |                       |                       |  |              |               |               |  |

- En cuartos de final y semifinales, el equipo ubicado en la primera línea de cada llave es el que ejerció la localía en el partido de vuelta.
- Los horarios de los partidos corresponden al huso horario de Japón (UTC+09:00).

### Cuartos de final
| Ida; 3 de agosto | Nagoya Grampus | 1 – 1   | Urawa Red Diamonds | Estadio Toyota, Toyota                                 |                                                        |
| 19:33            | Morishita 59'  | Reporte | Matsuo 36'         | Asistencia: 6179 espectadores Árbitro(s): Ryo Tanimoto | Asistencia: 6179 espectadores Árbitro(s): Ryo Tanimoto |

| Vuelta; 10 de agosto | Urawa Red Diamonds         | 3 – 0 (Global 4 – 1) | Nagoya Grampus | Estadio Saitama 2002, Saitama                                |                                                              |
| 19:33                | - Ito 31', 41' - Esaka 86' | Reporte              |                | Asistencia: 23 435 espectadores Árbitro(s): Yuichi Nishimura | Asistencia: 23 435 espectadores Árbitro(s): Yuichi Nishimura |

| Ida; 3 de agosto | Cerezo Osaka | 1 – 1   | Kawasaki Frontale | Estadio Yodoko Sakura, Osaka                               |                                                            |
| 19:03            | Taggart 89'  | Reporte | Wakizaka 33'      | Asistencia: 9998 espectadores Árbitro(s): Yuichi Nishimura | Asistencia: 9998 espectadores Árbitro(s): Yuichi Nishimura |

| Vuelta; 10 de agosto | Kawasaki Frontale | 2 – 2 (Global 3 – 3) | Cerezo Osaka              | Estadio Todoroki Kawasaki, Kawasaki                      |                                                          |
| 19:03                | Marcinho 40', 53' | Reporte              | - Kato 90' - Yamada 90+6' | Asistencia: 13 877 espectadores Árbitro(s): Takuto Okabe | Asistencia: 13 877 espectadores Árbitro(s): Takuto Okabe |

| Ida; 3 de agosto | Sanfrecce Hiroshima                       | 3 – 1   | Yokohama F. Marinos | Estadio Edion Hiroshima, Hiroshima                           |                                                              |
| 19:03            | - Kashiwa 14' - Araki 71' - Notsuda 90+8' | Reporte | Léo Ceará 46'       | Asistencia: 5650 espectadores Árbitro(s): Koichiro Fukushima | Asistencia: 5650 espectadores Árbitro(s): Koichiro Fukushima |

| Vuelta; 10 de agosto | Yokohama F. Marinos | 1 – 2 (Global 2 – 5) | Sanfrecce Hiroshima           | Estadio Mitsuzawa, Yokohama                             |                                                         |
| 19:03                | Ceará 22'           | Reporte              | - Ben Khalifa 8' - Nogami 37' | Asistencia: 9255 espectadores Árbitro(s): Hajime Matsuo | Asistencia: 9255 espectadores Árbitro(s): Hajime Matsuo |

| Ida; 3 de agosto | Vissel Kobe | 1 – 2   | Avispa Fukuoka          | Estadio Noevir Kobe, Kōbe                                 |                                                           |
| 19:03            | Ōsako 90+9' | Reporte | - Mary 44' - Lukian 58' | Asistencia: 5647 espectadores Árbitro(s): Akihiko Ikeuchi | Asistencia: 5647 espectadores Árbitro(s): Akihiko Ikeuchi |

| Vuelta; 10 de agosto | Avispa Fukuoka | 1 – 0 (Global 3 – 1) | Vissel Kobe | Estadio Best Denki, Fukuoka                                |                                                            |
| 19:03                | Lukian 43'     | Reporte              |             | Asistencia: 7021 espectadores Árbitro(s): Futoshi Nakamura | Asistencia: 7021 espectadores Árbitro(s): Futoshi Nakamura |

### Semifinales
| Ida; 21 de septiembre | Cerezo Osaka | 1 – 1   | Urawa Red Diamonds | Estadio Yodoko Sakura, Osaka                              |                                                           |
| 19:00                 | Uejo 2'      | Reporte | Koizumi 53'        | Asistencia: 10 399 espectadores Árbitro(s): Hajime Matsuo | Asistencia: 10 399 espectadores Árbitro(s): Hajime Matsuo |

| Vuelta; 25 de septiembre | Urawa Red Diamonds | 0 – 4 (Global 1 – 5) | Cerezo Osaka                                             | Estadio Saitama 2002, Saitama                                  |                                                                |
| 17:00                    |                    | Reporte              | - Akimoto 23' (a.g.) - Okuno 30' - Kato 51' - Patric 80' | Asistencia: 26 899 espectadores Árbitro(s): Koichiro Fukushima | Asistencia: 26 899 espectadores Árbitro(s): Koichiro Fukushima |

| Ida; 21 de septiembre | Avispa Fukuoka    | 2 – 3   | Sanfrecce Hiroshima                | Estadio Best Denki, Fukuoka                               |                                                           |
| 19:00                 | Juanma 72', 90+4' | Reporte | - Kawamura 22', 55' - Shiotani 49' | Asistencia: 3367 espectadores Árbitro(s): Yoshiro Imamura | Asistencia: 3367 espectadores Árbitro(s): Yoshiro Imamura |

| Vuelta; 25 de septiembre | Sanfrecce Hiroshima | 0 – 0 (Global 3 – 2) | Avispa Fukuoka | Estadio Edion Hiroshima, Hiroshima                          |                                                             |
| 17:00                    |                     | Reporte              |                | Asistencia: 11 487 espectadores Árbitro(s): Hiroki Kasahara | Asistencia: 11 487 espectadores Árbitro(s): Hiroki Kasahara |

### Final
| 22 de octubre | Cerezo Osaka | 1 – 2   | Sanfrecce Hiroshima           | Estadio Nacional, Tokio                                    |                                                            |
| 13:05         | Kato 53'     | Reporte | Sotiriou 90+6' (pen.), 90+11' | Asistencia: 39 608 espectadores Árbitro(s): Yudai Yamamoto | Asistencia: 39 608 espectadores Árbitro(s): Yudai Yamamoto |

|                                         |
| Bandera de Japón                        |
| Campeón Sanfrecce Hiroshima 1.er título |

## Estadísticas

### Goleadores
| Rank. | Jugador         | Club                       | Goles |
| ----- | --------------- | -------------------------- | ----- |
| 1     | Júnior Santos   | Sanfrecce Hiroshima        | 6     |
| 2     | Mutsuki Kato    | Cerezo Osaka               | 5     |
| 3     | Masaki Ikeda    | Shonan Bellmare            | 4     |
| 3     | Yugo Masukake   | Kashiwa Reysol             | 4     |
| 3     | Taika Nakashima | Hokkaido Consadole Sapporo | 4     |
| 6     | Juanma          | Avispa Fukuoka             | 3     |
| 6     | Sota Kitano     | Cerezo Osaka               | 3     |
| 6     | Lukian          | Avispa Fukuoka             | 3     |
| 6     | Mateus          | Nagoya Grampus             | 3     |
| 6     | Shun Nagasawa   | Oita Trinita               | 3     |
| 6     | Hirotaka Tameda | Cerezo Osaka               | 3     |
| 6     | Ayase Ueda      | Kashima Antlers            | 3     |